# Ocell setinat de Loria
L'ocell setinat de Loria (Cnemophilus loriae) és una espècie d'ocell de la família dels cnemofílids (Cnemophilidae).

## Hàbitat i distribució
Habita els boscos de les muntanyes centrales de Nova Guinea.